# N-乙酰基腐胺
N-乙酰基腐胺是一种有机化合物，化学式为C6H14N2O。它可由腐胺和乙酸酐在水中于0 °C反应制得；乙酸苯酯也能作为乙酰化试剂，在水中反应，得到N-乙酰基腐胺。